# Sergio Chiamparino
Sergio Chiamparino (n. 1 septembrie 1948, Moncalieri, Piemont, Italia) este un politician italian.